# هنري مكمستر
هنري دراغان مكمستر (بالإنجليزية: Henry Dargan McMaster)‏ هو سياسي ومحامي أمريكي من الحزب الجمهوري ولد في يوم 27 مايو 1947 في مدينة كولومبيا في ولاية كارولاينا الجنوبية. هو محافظ ولاية كارولاينا الجنوبية الحالي منذ سنة 2017 بعد أن خلف نيكي هيلي وسبق له شغل منصب وزير عدل الولاية من سنة 2003 إلى سنة 2011.